# Liste der denkmalgeschützten Objekte im Okres Bratislava I/P–R
Die Liste der denkmalgeschützten Objekte im Okres Bratislava I/P–R enthält die nach slowakischen Denkmalschutzvorschriften geschützten Objekte im Stadtbezirk Okres Bratislava I, der den Stadtteil Staré Mesto umfasst, in den Straßen beginnend mit den Buchstaben P bis R.

## Denkmäler
| Foto |                 | Denkmal / č. ÚZPF                                         | Standort / Konskr. Nr.                                                                       | Offizielle Beschreibung                                                | Beschreibung | Metadaten                                                                   |
| ---- | --------------- | --------------------------------------------------------- | -------------------------------------------------------------------------------------------- | ---------------------------------------------------------------------- | --- | --------------------------------------------------------------------------- |
| ja   | Datei hochladen | Schule(sk) ObjektID: 101-539/0                            | Palackého ul. 1 KG: Staré Mesto Konskr.Nr.: 100036                                           | chodbová, radová                                                       | Gang- und reihenartige Schule in der Straße Palackého ulica 1. | č. NKP: 101-539/0 Stand des NKP: 2012-02-08 Name: ŠKOLA                     |
| ja   | Datei hochladen | Redoute(sk) ObjektID: 101-129/0                           | Palackého ul. 2 (Medená ul.) Standort KG: Staré Mesto Konskr.Nr.: 100                        | Mestská reduta                                                         | Städtische Redoute in der Straße Palackého ulica 2 und Medená ulica. | č. NKP: 101-129/0 Stand des NKP: 2012-02-08 Name: REDUTA                    |
| ja   | Datei hochladen | Schule(sk) ObjektID: 101-540/0                            | Palackého ul. 3 KG: Staré Mesto Konskr.Nr.: 35                                               |                                                                        | Schule in der Straße Palackého ulica 3. | č. NKP: 101-540/0 Stand des NKP: 2012-02-08 Name: ŠKOLA                     |
| ja   | Datei hochladen | Bürgerhaus(sk) ObjektID: 101-11201/0                      | Palackého ul. 4 Standort KG: Staré Mesto Konskr.Nr.: 49,100049                               | prejazdový, radový                                                     | Reihen-, Bürgerhaus mit Durchfahrt in der Straße Palackého ulica 4. | č. NKP: 101-11201/0 Stand des NKP: 2012-02-08 Name: DOM MEŠTIANSKY          |
|      | Datei hochladen | Schule(sk) ObjektID: 101-541/0                            | Palackého ul. 5 (Jesenského 6) KG: Staré Mesto Konskr.Nr.: 34                                |                                                                        | Schule in der Straßen Palackého ulica 5 und Jesenského ulica 6. | č. NKP: 101-541/0 Stand des NKP: 2012-02-08 Name: ŠKOLA                     |
|      | Datei hochladen | Bürgerhaus(sk) ObjektID: 101-11202/0                      | Palackého ul. 8 KG: Staré Mesto Konskr.Nr.: 47                                               | prejazdový, radový                                                     | Reihen-, Bürgerhaus mit Durchfahrt in der Straße Palackého ulica 8. | č. NKP: 101-11202/0 Stand des NKP: 2012-02-08 Name: DOM MEŠTIANSKY          |
| ja   | Datei hochladen | Bürgerhaus(sk) ObjektID: 101-11203/0                      | Palackého ul. 12 Standort KG: Staré Mesto Konskr.Nr.: 45                                     | prejazdový, radový                                                     | Reihen-, Bürgerhaus mit Durchfahrt in der Straße Palackého ulica 12. | č. NKP: 101-11203/0 Stand des NKP: 2012-02-08 Name: DOM MEŠTIANSKY          |
| ja   | Datei hochladen | Wohnhaus(sk) ObjektID: 101-545/0                          | Palackého ul. 14 (Kúpeľná ul.) Standort KG: Staré Mesto Konskr.Nr.: 44,100044                | schodiskový, nárožný, nájomný dom                                      | Treppenhausartiges Eck-, Miets- und Wohnhaus in der Straßen Palackého ulica 14 und Kúpeľná ulica. | č. NKP: 101-545/0 Stand des NKP: 2012-02-08 Name: DOM BYTOVÝ                |
|      | Datei hochladen | Wohnhaus(sk) ObjektID: 101-10502/1                        | Palárikova ul. 1 (J rad, 1. objekt od V) KG: Staré Mesto Konskr.Nr.: 103153,3153             | schodiskový, solitér, nájomný dom                                      | Gangartiges, solitäres Miets- und Wohnhaus in der Straße Palárikova ulica 1, südliche Reihe, erstes Objekt von Osten. | č. NKP: 101-10502/1 Stand des NKP: 2012-02-08 Name: DOM BYTOVÝ              |
|      | Datei hochladen | Wohnhaus(sk) ObjektID: 101-10502/2                        | Palárikova ul. 2 (S rad, 1. objekt od V) KG: Staré Mesto Konskr.Nr.: 103154,3154             | schodiskový, solitér, nájomný dom                                      | Treppenhausartiges, solitäres Miets- und Wohnhaus in der Straße Palárikova ulica 2, nördliche Reihe, erstes Objekt von Osten. | č. NKP: 101-10502/2 Stand des NKP: 2012-02-08 Name: DOM BYTOVÝ              |
|      | Datei hochladen | Wohnhaus(sk) ObjektID: 101-10502/3                        | Palárikova ul. 3 (J rad, 2. objekt od V) KG: Staré Mesto Konskr.Nr.: 103155,3155             | schodiskový, solitér, nájomný dom                                      | Treppenhausartiges, solitäres Miets- und Wohnhaus in der Straße Palárikova ulica 3, südliche Reihe, zweites Objekt von Osten. | č. NKP: 101-10502/3 Stand des NKP: 2012-02-08 Name: DOM BYTOVÝ              |
|      | Datei hochladen | Wohnhaus(sk) ObjektID: 101-10502/4                        | Palárikova ul. 4 (S rad, 2. objekt od V) KG: Staré Mesto Konskr.Nr.: 103156,3156             | schodiskový, solitér, nájomný dom                                      | Treppenhausartiges, solitäres Miets- und Wohnhaus in der Straße Palárikova ulica 4, nördliche Reihe, zweites Objekt von Osten. | č. NKP: 101-10502/4 Stand des NKP: 2012-02-08 Name: DOM BYTOVÝ              |
|      | Datei hochladen | Wohnhaus(sk) ObjektID: 101-10502/5                        | Palárikova ul. 5 (J rad, 3. objekt od V) KG: Staré Mesto Konskr.Nr.: 103157                  | schodiskový, solitér, nájomný dom                                      | Treppenhausartiges, solitäres Miets- und Wohnhaus in der Straße Palárikova ulica 5, südliche Reihe, drittes Objekt von Osten. | č. NKP: 101-10502/5 Stand des NKP: 2012-02-08 Name: DOM BYTOVÝ              |
|      | Datei hochladen | Wohnhaus(sk) ObjektID: 101-10502/6                        | Palárikova ul. 6 (S rad, 3. objekt od V) KG: Staré Mesto Konskr.Nr.: 103158,3158             | schodiskový, solitér, nájomný dom                                      | Treppenhausartiges, solitäres Miets- und Wohnhaus in der Straße Palárikova ulica 6, nördliche Reihe, drittes Objekt von Osten. | č. NKP: 101-10502/6 Stand des NKP: 2012-02-08 Name: DOM BYTOVÝ              |
|      | Datei hochladen | Wohnhaus(sk) ObjektID: 101-10502/7                        | Palárikova ul. 7 (J rad, 4. objekt od V) KG: Staré Mesto Konskr.Nr.: 103159                  | schodiskový, solitér, nájomný dom                                      | Treppenhausartiges, solitäres Miets- und Wohnhaus in der Straße Palárikova ulica 7, südliche Reihe, viertes Objekt von Osten. | č. NKP: 101-10502/7 Stand des NKP: 2012-02-08 Name: DOM BYTOVÝ              |
|      | Datei hochladen | Wohnhaus(sk) ObjektID: 101-10502/8                        | Palárikova ul. 8 (S rad, 4. objekt od V) KG: Staré Mesto Konskr.Nr.: 103160                  | schodiskový, solitér, nájomný dom                                      | Treppenhausartiges, solitäres Miets- und Wohnhaus in der Straße Palárikova ulica 8, nördliche Reihe, viertes Objekt von Osten. | č. NKP: 101-10502/8 Stand des NKP: 2012-02-08 Name: DOM BYTOVÝ              |
|      | Datei hochladen | Wohnhaus(sk) ObjektID: 101-10502/9                        | Palárikova ul. 9 (J rad, 5. objekt od V) KG: Staré Mesto Konskr.Nr.: 103161                  | schodiskový, solitér, nájomný dom                                      | Treppenhausartiges, solitäres Miets- und Wohnhaus in der Straße Palárikova ulica 9, südliche Reihe, fünftes Objekt von Osten. | č. NKP: 101-10502/9 Stand des NKP: 2012-02-08 Name: DOM BYTOVÝ              |
|      | Datei hochladen | Wohnhaus(sk) ObjektID: 101-10502/10                       | Palárikova ul. 10 (S rad, 5. objekt od V) KG: Staré Mesto Konskr.Nr.: 103162,3162            | schodiskový, solitér, nájomný dom                                      | Treppenhausartiges, solitäres Miets- und Wohnhaus in der Straße Palárikova ulica 10, nördliche Reihe, fünftes Objekt von Osten. | č. NKP: 101-10502/10 Stand des NKP: 2012-02-08 Name: DOM BYTOVÝ             |
| ja   | Datei hochladen | Wohnhaus(sk) ObjektID: 101-600/0                          | Palisády 18 KG: Staré Mesto Konskr.Nr.: 713                                                  | radový, nájomný dom                                                    | Reihen-, Miets- und Wohnhaus in der Straße Palisády 18. | č. NKP: 101-600/0 Stand des NKP: 2012-02-08 Name: DOM BYTOVÝ                |
| ja   | Datei hochladen | Wohnhaus(sk) ObjektID: 101-601/0                          | Palisády 20 KG: Staré Mesto Konskr.Nr.: 714                                                  | radový, nájomný dom                                                    | Reihen-, Miets- und Wohnhaus in der Straße Palisády 20. | č. NKP: 101-601/0 Stand des NKP: 2012-02-08 Name: DOM BYTOVÝ                |
|      | Datei hochladen | Wohnhaus(sk) ObjektID: 101-602/0                          | Palisády 24 KG: Staré Mesto Konskr.Nr.: 101718                                               | radový, nájomný dom                                                    | Reihen-, Miets- und Wohnhaus in der Straße Palisády 24. | č. NKP: 101-602/0 Stand des NKP: 2012-02-08 Name: DOM BYTOVÝ                |
| ja   | Datei hochladen | Wohnhaus(sk) ObjektID: 101-603/1                          | Palisády ul. 26 KG: Staré Mesto Konskr.Nr.: 718                                              | radový, nájomný dom                                                    | Reihen-, Miets- und Wohnhaus in der Straße Palisády 26. | č. NKP: 101-603/1 Stand des NKP: 2012-02-08 Name: DOM BYTOVÝ                |
|      | Datei hochladen | Wohnhaus(sk) ObjektID: 101-603/2                          | Palisády 28 KG: Staré Mesto Konskr.Nr.: 721                                                  | nárožný, nájomný dom                                                   | Eck-, Miets- und Wohnhaus in der Straße Palisády 28. | č. NKP: 101-603/2 Stand des NKP: 2012-02-08 Name: DOM BYTOVÝ                |
| ja   | Datei hochladen | Wohnhaus(sk) ObjektID: 101-605/0                          | Palisády 32 KG: Staré Mesto Konskr.Nr.: 101726                                               | prejazdový, radový, nájomný dom                                        | Reihen-, Miets- und Wohnhaus mit Durchfahrt in der Straße Palisády 18. | č. NKP: 101-605/0 Stand des NKP: 2012-02-08 Name: DOM BYTOVÝ                |
|      | Datei hochladen | Wohnhaus(sk) ObjektID: 101-619/0                          | Palisády 33 KG: Staré Mesto Konskr.Nr.:                                                      | solitér                                                                | Solitäres Wohnhaus in der Straße Palisády 33. | č. NKP: 101-619/0 Stand des NKP: 2012-02-08 Name: DOM BYTOVÝ                |
| ja   | Datei hochladen | Wohnhaus(sk) ObjektID: 101-606/0                          | Palisády ul. 34 KG: Staré Mesto Konskr.Nr.: 728                                              | schodiskový, radový, nájomný dom                                       | Treppenhausartiges Reihen-, Miets- und Wohnhaus in der Straße Palisády 18. | č. NKP: 101-606/0 Stand des NKP: 2012-02-08 Name: DOM BYTOVÝ                |
| ja   | Datei hochladen | Wohnhaus(sk) ObjektID: 101-620/0                          | Palisády 35 KG: Staré Mesto Konskr.Nr.: 711                                                  | solitér                                                                | Solitäres Wohnhaus in der Straße Palisády 35. | č. NKP: 101-620/0 Stand des NKP: 2012-02-08 Name: DOM BYTOVÝ                |
| ja   | Datei hochladen | Denkmalwohnhaus(sk) ObjektID: 101-339/1                   | Palisády 36 (Štetinova ul.) KG: Staré Mesto Konskr.Nr.: 729                                  | nárožný, nájomný dom                                                   | Eck-, Miets-, Gedenk-Wohnhaus in der Straße Palisády 36 und Straße Štetinova ulica. | č. NKP: 101-339/1 Stand des NKP: 2012-02-08 Name: DOM BYTOVÝ PAMÄTNÝ        |
| ja   | Datei hochladen | Gedenktafel(sk) ObjektID: 101-339/2                       | Palisády ul. 36 (Štetinova ul.) KG: Staré Mesto Konskr.Nr.: 729                              | umučení bojovníci, umučení bojovníci r. 1944                           | Gedenktafel zum Andenken an gefolterte Kämpfer des Jahres 1944 in der Straße Palisády 35 und Štetinova ulica. | č. NKP: 101-339/2 Stand des NKP: 2012-02-08 Name: TABUĽA PAMÄTNÁ            |
| ja   | Datei hochladen | Wohnhaus(sk) ObjektID: 101-622/0                          | Palisády ul. 37 (Maróthyho ul.) KG: Staré Mesto Konskr.Nr.: 715                              | nárožný, nájomný dom                                                   | Eck-, Miets-, Wohnhaus in der Straße Palisády 37 und Maróthyho ulica. | č. NKP: 101-622/0 Stand des NKP: 2012-02-08 Name: DOM BYTOVÝ                |
| ja   | Datei hochladen | Schule(sk) ObjektID: 101-608/0                            | Palisády ul. 38 (Štetinova ul.) KG: Staré Mesto Konskr.Nr.: 4430                             | chodbová, nárožná, Býv. obchodná akadémia                              | Gangartiges Eckgebäude, Schule, ehemalige Handelsschule in der Straße Palisády 38 und Štetinova ulica. | č. NKP: 101-608/0 Stand des NKP: 2012-02-08 Name: ŠKOLA                     |
| ja   | Datei hochladen | Wohnhaus(sk) ObjektID: 101-623/1                          | Palisády ul. 39 KG: Staré Mesto Konskr.Nr.: 719                                              | radový, nájomný dom                                                    | Reihen-, Miets-, Wohnhaus in der Straße Palisády 39. | č. NKP: 101-623/1 Stand des NKP: 2012-02-08 Name: DOM BYTOVÝ                |
|      | Datei hochladen | Wohnhaus(sk) ObjektID: 101-623/2                          | Palisády ul. 39 KG: Staré Mesto Konskr.Nr.: 719                                              | radový, nájomný dom                                                    | Reihen-, Miets-, Wohnhaus in der Straße Palisády 39. | č. NKP: 101-623/2 Stand des NKP: 2012-02-08 Name: DOM BYTOVÝ                |
| ja   | Datei hochladen | Wohnhaus(sk) ObjektID: 101-609/0                          | Palisády ul. 40 KG: Staré Mesto Konskr.Nr.: 731                                              | radový, nájomný dom                                                    | Reihen-, Miets-, Wohnhaus in der Straße Palisády 40. | č. NKP: 101-609/0 Stand des NKP: 2012-02-08 Name: DOM BYTOVÝ                |
| ja   | Datei hochladen | Wohnhaus(sk) ObjektID: 101-610/0                          | Palisády ul. 42 KG: Staré Mesto Konskr.Nr.: 100733                                           | schodiskový, radový, nájomný dom                                       | Treppenhausartiges Reihen-, Miets-, Wohnhaus in der Straße Palisády 39. | č. NKP: 101-610/0 Stand des NKP: 2012-02-08 Name: DOM BYTOVÝ                |
| ja   | Datei hochladen | Villa(sk) ObjektID: 101-625/0                             | Palisády ul. 43 KG: Staré Mesto Konskr.Nr.: 722                                              | solitér                                                                | Solitäre Villa in der Straße Palisády 43. | č. NKP: 101-625/0 Stand des NKP: 2012-02-08 Name: VILA                      |
| ja   | Datei hochladen | Wohnhaus(sk) ObjektID: 101-611/0                          | Palisády ul. 44 KG: Staré Mesto Konskr.Nr.: 100734                                           | schodiskový, radový, nájomný dom                                       | Gangartiges, Reihen-, Miets-, Wohnhaus in der Straße Palisády 44. | č. NKP: 101-611/0 Stand des NKP: 2012-02-08 Name: DOM BYTOVÝ                |
| ja   | Datei hochladen | Wohnhaus(sk) ObjektID: 101-612/1                          | Palisády ul. 46 KG: Staré Mesto Konskr.Nr.: 101736                                           | radový, nájomný dom                                                    | Reihen-, Miets-, Wohnhaus in der Straße Palisády 44. | č. NKP: 101-612/1 Stand des NKP: 2012-02-08 Name: DOM BYTOVÝ                |
|      | Datei hochladen | Mietshaus(sk) ObjektID: 101-612/2                         | Palisády ul. 48 KG: Staré Mesto Konskr.Nr.: 101736                                           | radový, nájomný dom                                                    | Reihen-, Miets-, Wohnhaus in der Straße Palisády 48. | č. NKP: 101-612/2 Stand des NKP: 2012-02-08 Name: DOM BYTOVÝ                |
|      | Datei hochladen | Wohnhaus(sk) ObjektID: 101-614/0                          | Palisády ul. 50 KG: Staré Mesto Konskr.Nr.: 738                                              | radový, nájomný dom                                                    | Reihen-, Miets-, Wohnhaus in der Straße Palisády 50. | č. NKP: 101-614/0 Stand des NKP: 2012-02-08 Name: DOM BYTOVÝ                |
| ja   | Datei hochladen | Schule(sk) ObjektID: 101-626/0                            | Palisády ul. 51 (Kuzmányho ul.) KG: Staré Mesto Konskr.Nr.: 101730                           | chodbová, nárožná, Bývalé ev. lýceum, Škola umeleckého priemyslu (ŠUP) | Eckartige, gangartige Schule, ehemaliges evangelisches Lyzeum in der Straße Palisády 51 und Kuzmányho ulica. Ehemalige Kunstindustrieschule ŠUP. | č. NKP: 101-626/0 Stand des NKP: 2012-02-08 Name: ŠKOLA                     |
| ja   | Datei hochladen | Wohnhaus(sk) ObjektID: 101-615/0                          | Palisády ul. 52 KG: Staré Mesto Konskr.Nr.: 739                                              | radový, nájomný dom                                                    | Reihen-, Miets-, Wohnhaus in der Straße Palisády 52. | č. NKP: 101-615/0 Stand des NKP: 2012-02-08 Name: DOM BYTOVÝ                |
| ja   | Datei hochladen | Mietshaus(sk) ObjektID: 101-627/0                         | Palisády ul. 53 KG: Staré Mesto Konskr.Nr.: 101732                                           | nárožný, nájomný dom                                                   | Eck-, Miets-, Wohnhaus in der Straße Palisády 53. | č. NKP: 101-627/0 Stand des NKP: 2012-02-08 Name: DOM BYTOVÝ                |
| ja   | Datei hochladen | Wohnhaus(sk) ObjektID: 101-616/0                          | Palisády ul. 54 KG: Staré Mesto Konskr.Nr.: 1742                                             | schodiskový, radový, nájomný dom                                       | Treppenhausartiges Reihen-, Miets-, Wohnhaus in der Straße Palisády 54. | č. NKP: 101-616/0 Stand des NKP: 2012-02-08 Name: DOM BYTOVÝ                |
| ja   | Datei hochladen | Wohnhaus(sk) ObjektID: 101-628/0                          | Palisády ul. 55 KG: Staré Mesto Konskr.Nr.: 735                                              | radový, nájomný dom                                                    | Reihen-, Miets-, Wohnhaus in der Straße Palisády 55. | č. NKP: 101-628/0 Stand des NKP: 2012-02-08 Name: DOM BYTOVÝ                |
| ja   | Datei hochladen | Wohnhaus(sk) ObjektID: 101-11351/0                        | Palisády ul. 56 KG: Staré Mesto Konskr.Nr.: 743                                              | schodiskový, radový                                                    | Treppenhausartiges Reihen-, Wohnhaus in der Straße Palisády 56. | č. NKP: 101-11351/0 Stand des NKP: 2012-02-08 Name: DOM BYTOVÝ              |
| ja   | Datei hochladen | Verwaltungsgebäude(sk) ObjektID: 101-629/0                | Palisády ul. 57 KG: Staré Mesto Konskr.Nr.: 1740                                             | ev. a. v.                                                              | Verwaltungsgebäude der Evangelischen Kirche Augsburger Bekenntnisses in der Straße Palisády 57. | č. NKP: 101-629/0 Stand des NKP: 2012-02-08 Name: BUDOVA ADMINISTRATÍVNA    |
| ja   | Datei hochladen | Wohnhaus(sk) ObjektID: 101-630/0                          | Palisády ul. 59 (Štefánikova ul.) KG: Staré Mesto Konskr.Nr.: 741                            | schodiskový, nárožný, Štefánka                                         | Treppenhausartiges Eck-, Miets-, Wohnhaus Štefánka in der Straße Palisády 59 und Štefánikova ulica. | č. NKP: 101-630/0 Stand des NKP: 2012-02-08 Name: DOM BYTOVÝ                |
| ja   | Datei hochladen | Kirche(sk) Kleine Evangelische Kirche ObjektID: 101-173/1 | Panenská ul. KG: Staré Mesto Konskr.Nr.:                                                     | ev. a. v., Malý kostol                                                 | Kleine evangelische Kirche Augsburger Bekentnisess Malý kostol in der Straße Panenská ulica. | č. NKP: 101-173/1 Stand des NKP: 2012-02-08 Name: KOSTOL                    |
| ja   | Datei hochladen | Garten(sk) ObjektID: 101-174/2                            | Panenská ul. KG: Staré Mesto Konskr.Nr.:                                                     |                                                                        | Garten in der Straße Panenská ulica. | č. NKP: 101-174/2 Stand des NKP: 2012-02-08 Name: ZÁHRADA                   |
| ja   | Datei hochladen | Wohnhaus(sk) ObjektID: 101-517/0                          | Panenská ul. 4 KG: Staré Mesto Konskr.Nr.: 100653                                            | radový, nájomný dom                                                    | Reihen-, Miets-, Wohnhaus in der Straße Panenská ulica 4. | č. NKP: 101-517/0 Stand des NKP: 2012-02-08 Name: DOM BYTOVÝ                |
| ja   | Datei hochladen | Bürgerhaus(sk) ObjektID: 101-518/0                        | Panenská ul. 6 KG: Staré Mesto Konskr.Nr.: 656,1656                                          | prejazdový, radový                                                     | Reihen-, Bürgerhaus mit Durchfahrt in der Straße Panenská ulica 6. | č. NKP: 101-518/0 Stand des NKP: 2012-02-08 Name: DOM MEŠTIANSKY            |
| ja   | Datei hochladen | Wohnhaus(sk) ObjektID: 101-519/0                          | Panenská ul. 8 Standort KG: Staré Mesto Konskr.Nr.: 101658                                   | pavlačový, radový, prejazdový, nájomný dom                             | Laubengangartiges Reihen-, Miets-, Wohnhaus mit Durchfahrt in der Straße Panenská ulica 8. | č. NKP: 101-519/0 Stand des NKP: 2012-02-08 Name: DOM BYTOVÝ                |
| ja   | Datei hochladen | Wohnhaus(sk) ObjektID: 101-520/0                          | Panenská ul. 10 Standort KG: Staré Mesto Konskr.Nr.:                                         | prejazdový, radový, nájomný dom                                        | Reihen-, Miets-, Wohnhaus mit Durchfahrt in der Straße Panenská ulica 8. | č. NKP: 101-520/0 Stand des NKP: 2012-02-08 Name: DOM BYTOVÝ                |
| ja   | Datei hochladen | Wohnhaus(sk) ObjektID: 101-506/1                          | Panenská ul. 11 Standort KG: Staré Mesto Konskr.Nr.: 659                                     | schodiskový, radový, Georgievičov palác, bulharská škola               | Treppenhausartiges, Reihen-, Wohnhaus. Palais Georgievič. Bulgarische Schule in der Straße Panenská ulica 11. | č. NKP: 101-506/1 Stand des NKP: 2012-02-08 Name: DOM BYTOVÝ                |
| ja   | Datei hochladen | Denkmal(sk) ObjektID: 101-506/2                           | Panenská ul. 11 (vo dvore) Standort KG: Staré Mesto Konskr.Nr.:                              | Trebitschová O., 19./20. stor., operná speváčka                        | Denkmal für die Opernsängerin Oľga Trebitschová, 19./20. Jahrhundert im Hof des Palaises Georgievitz in der Straße Panenská ulica 11. | č. NKP: 101-506/2 Stand des NKP: 2012-02-08 Name: POMNÍK                    |
| ja   | Datei hochladen | Wohnhaus(sk) ObjektID: 101-521/0                          | Panenská ul. 12 Standort KG: Staré Mesto Konskr.Nr.: 662,100662                              | radový, nájomný dom                                                    | Reihen-, Miets-, Wohnhaus in der Straße Panenská ulica 12. | č. NKP: 101-521/0 Stand des NKP: 2012-02-08 Name: DOM BYTOVÝ                |
| ja   | Datei hochladen | Wohnhaus(sk) ObjektID: 101-507/0                          | Panenská ul. 13 Standort KG: Staré Mesto Konskr.Nr.: 100661                                  | pavlačový, radový, prejazd                                             | Laubengangartiges Reihen-, Wohnhaus mit Durchfahrt in der Straße Panenská ulica 13. | č. NKP: 101-507/0 Stand des NKP: 2012-02-08 Name: DOM BYTOVÝ                |
| ja   | Datei hochladen | Wohnhaus(sk) ObjektID: 101-522/0                          | Panenská ul. 14 KG: Staré Mesto Konskr.Nr.: 100663                                           | radový, nájomný dom                                                    | Reihen-, Miets-, Wohnhaus in der Straße Panenská ulica 14. | č. NKP: 101-522/0 Stand des NKP: 2012-02-08 Name: DOM BYTOVÝ                |
| ja   | Datei hochladen | Bürgerhaus(sk) ObjektID: 101-175/0                        | Panenská ul. 15 (Štetinova ul.) Standort KG: Staré Mesto Konskr.Nr.: 667                     | nárožný, Habermayerov palác                                            | Eckartiges Bürgerhaus, Palais Habermayer in der Straße Panenská ulica 15 und Štetinova ulica. | č. NKP: 101-175/0 Stand des NKP: 2012-02-08 Name: DOM MEŠTIANSKY            |
| ja   | Datei hochladen | Wohnhaus(sk) ObjektID: 101-523/0                          | Panenská ul. 16 Standort KG: Staré Mesto Konskr.Nr.: 664                                     | radový                                                                 | Reihen-, Wohnhaus in der Straße Panenská ulica 16. | č. NKP: 101-523/0 Stand des NKP: 2012-02-08 Name: DOM BYTOVÝ                |
| ja   | Datei hochladen | Wohnhaus(sk) ObjektID: 101-508/0                          | Panenská ul. 17 KG: Staré Mesto Konskr.Nr.: 670                                              | schodiskový, prejazdový, radový, nájomný dom                           | Treppenhausartiges Reihen-, Miets-, Wohnhaus mit Durchfahrt in der Straße Panenská ulica 17. | č. NKP: 101-508/0 Stand des NKP: 2012-02-08 Name: DOM BYTOVÝ                |
| ja   | Datei hochladen | Wohnhaus(sk) ObjektID: 101-509/0                          | Panenská ul. 19 Standort KG: Staré Mesto Konskr.Nr.: 1672                                    | radový, nájomný dom                                                    | Reihen-, Miets-, Wohnhaus mit Durchfahrt in der Straße Panenská ulica 19. | č. NKP: 101-509/0 Stand des NKP: 2012-02-08 Name: DOM BYTOVÝ                |
| ja   | Datei hochladen | Gedenkhaus(sk) ObjektID: 101-176/1                        | Panenská ul. 21 Standort KG: Staré Mesto Konskr.Nr.: 100673                                  | prejazdový, radový, Pamätný dom Ľ. Štúra                               | Reihen-, Wohnhaus mit Durchfahrt, Gedenkhaus des Ľudovít Štúr in der Straße Panenská ulica 21. | č. NKP: 101-176/1 Stand des NKP: 2012-02-08 Name: DOM PAMÄTNÝ               |
| ja   | Datei hochladen | Gedenktafel(sk) ObjektID: 101-176/2                       | Panenská ul. 21 (Depozit) Standort KG: Staré Mesto Konskr.Nr.: 673,100673                    | pôvodne na fasáde                                                      | Gedenktafel in der Straße Panenská ulica 21, ursprünglich auf der Fassade, derzeit im Deposit des Kulturdenkmalamtes. | č. NKP: 101-176/2 Stand des NKP: 2012-02-08 Name: TABUĽA PAMÄTNÁ            |
| ja   | Datei hochladen | Wohnhaus(sk) ObjektID: 101-510/0                          | Panenská ul. 23 Standort KG: Staré Mesto Konskr.Nr.: 675                                     | radový                                                                 | Reihen-, Wohnhaus in der Straße Panenská ulica 23. | č. NKP: 101-510/0 Stand des NKP: 2012-02-08 Name: DOM BYTOVÝ                |
| ja   | Datei hochladen | Wohnhaus(sk) ObjektID: 101-524/0                          | Panenská ul. 24 KG: Staré Mesto Konskr.Nr.: 668                                              | radový                                                                 | Reihen-, Wohnhaus in der Straße Panenská ulica 24. | č. NKP: 101-524/0 Stand des NKP: 2012-02-08 Name: DOM BYTOVÝ                |
| ja   | Datei hochladen | Wohnhaus(sk) ObjektID: 101-511/0                          | Panenská ul. 25 Standort KG: Staré Mesto Konskr.Nr.: 676,101676                              | schodiskový, radový, nájomný dom                                       | Treppenhausartiges, Reihen-, Miets- und Wohnhaus in der Straße Panenská ulica 25. | č. NKP: 101-511/0 Stand des NKP: 2012-02-08 Name: DOM BYTOVÝ                |
| ja   | Datei hochladen | Wohnhaus(sk) ObjektID: 101-525/0                          | Panenská ul. 26 Standort KG: Staré Mesto Konskr.Nr.: 671                                     | pavlačový, nárožný                                                     | Laubengangartiges Reihen-, Eck-, Wohnhaus in der Straße Panenská ulica 26. | č. NKP: 101-525/0 Stand des NKP: 2012-02-08 Name: DOM BYTOVÝ                |
| ja   | Datei hochladen | Wohnhaus(sk) ObjektID: 101-512/0                          | Panenská ul. 27 Standort KG: Staré Mesto Konskr.Nr.: 1677                                    | pavlačový, radový                                                      | Laubengangartiges, Reihen-, Wohnhaus in der Straße Panenská ulica 27. | č. NKP: 101-512/0 Stand des NKP: 2012-02-08 Name: DOM BYTOVÝ                |
| ja   | Datei hochladen | Bürgerhaus(sk) ObjektID: 101-177/0                        | Panenská ul. 28 Standort KG: Staré Mesto Konskr.Nr.: 678                                     | radový, internát a Sloydov dom                                         | Reihen-, Bürgerhaus, Studentenheim, Haus Sloydov dom in der Straße Panenská ulica 28. | č. NKP: 101-177/0 Stand des NKP: 2012-02-08 Name: DOM MEŠTIANSKY            |
| ja   | Datei hochladen | Wohnhaus(sk) ObjektID: 101-513/0                          | Panenská ul. 29 Standort KG: Staré Mesto Konskr.Nr.: 679                                     | radový                                                                 | Reihen-, Wohnhaus in der Straße Panenská ulica 29. | č. NKP: 101-513/0 Stand des NKP: 2012-02-08 Name: DOM BYTOVÝ                |
| ja   | Datei hochladen | Bürgerhaus(sk) ObjektID: 101-10001/0                      | Panenská ul. 31 Standort KG: Staré Mesto Konskr.Nr.:                                         |                                                                        | Bürgerhaus in der Straße Panenská ulica 31. | č. NKP: 101-10001/0 Stand des NKP: 2012-02-08 Name: DOM MEŠTIANSKY          |
| BW   | Datei hochladen | Garten(sk) ObjektID: 101-173/2                            | Panenská ul. Standort KG: Staré Mesto Konskr.Nr.:                                            | farská záhrada                                                         | Garten des Pfarrhauses in der Straße Panenská ulica. | č. NKP: 101-173/2 Stand des NKP: 2012-02-08 Name: ZÁHRADA                   |
| ja   | Datei hochladen | Kirche(sk) Große Evangelische Kirche ObjektID: 101-174/1  | Panenská ul. Standort KG: Staré Mesto Konskr.Nr.:                                            | ev. a. v., Veľký kostol                                                | Evangelische Kirche Augsburger Bekenntnisses, die sogen. Große Kirche in der Straße Panenská ulica. | č. NKP: 101-174/1 Stand des NKP: 2012-02-08 Name: KOSTOL                    |
| ja   | Datei hochladen | Wohnhaus(sk) ObjektID: 101-132/0                          | Panská ul. 2 Standort KG: Staré Mesto Konskr.Nr.:                                            | nárožný, nájomný dom                                                   | Reihen-, Eck-, Wohnhaus in der Straße Panská ulica 2. | č. NKP: 101-132/0 Stand des NKP: 2012-02-08 Name: DOM BYTOVÝ                |
| ja   | Datei hochladen | Wohnhaus(sk) ObjektID: 101-10565/0                        | Panská ul. 4 Standort KG: Staré Mesto Konskr.Nr.:                                            | radový, nájomný dom                                                    | Reihen-, Miets-, Wohnhaus in der Straße Panenská ulica 4. | č. NKP: 101-10565/0 Stand des NKP: 2012-02-08 Name: DOM BYTOVÝ              |
| ja   | Datei hochladen | Bürgerhaus(sk) ObjektID: 101-133/0                        | Panská ul. 5 Standort KG: Staré Mesto Konskr.Nr.: 100249                                     | radový                                                                 | Reihen-, Bürgerhaus in der Straße Panská ulica 5. | č. NKP: 101-133/0 Stand des NKP: 2012-02-08 Name: DOM MEŠTIANSKY            |
| ja   | Datei hochladen | Bürgerhaus(sk) ObjektID: 101-134/0                        | Panská ul. 7 Standort KG: Staré Mesto Konskr.Nr.: 248                                        | radový                                                                 | Reihen-, Bürgerhaus in der Straße Panská ulica 7. | č. NKP: 101-134/0 Stand des NKP: 2012-02-08 Name: DOM MEŠTIANSKY            |
| ja   | Datei hochladen | Bürgerhaus(sk) ObjektID: 101-135/0                        | Panská ul. 9 (Hviezdoslavovo nám. 8) Standort KG: Staré Mesto Konskr.Nr.: 247                | radový                                                                 | Reihen-, Bürgerhaus in der Straße Panská ulica 9 und auf dem Platz Hviezdoslavovo námestie 8. | č. NKP: 101-135/0 Stand des NKP: 2012-02-08 Name: DOM MEŠTIANSKY            |
| ja   | Datei hochladen | Bürgerhaus mit Kapelle(sk) ObjektID: 101-136/0            | Panská ul. 11 Standort KG: Staré Mesto Konskr.Nr.: 246                                       | radový, r. k. Božieho tela, Dom s kapln. Bož. tela                     | Reihen-, Bürgerhaus mit Leib Gottes Kapelle; Haus mit Leib Gottes Kapelle in der Straße Panská ulica 11. | č. NKP: 101-136/0 Stand des NKP: 2012-02-08 Name: DOM MEŠTIANSKY S KAPLNKOU |
| ja   | Datei hochladen | Stadtpalais(sk) ObjektID: 101-137/0                       | Panská ul. 13 (Hviezdoslavovo nám. 21) KG: Staré Mesto Konskr.Nr.: 245                       | radový, Eszterháziho palác                                             | Reihen-, Stadtpalais, Palais Eszterházi in der Straße Panská ulica 13 und auf dem Platz Hviezdoslavovo námestie 21. | č. NKP: 101-137/0 Stand des NKP: 2012-02-08 Name: PALÁC MESTSKÝ             |
| ja   | Datei hochladen | Bürgerhaus(sk) ObjektID: 101-138/0                        | Panská ul. 14 Standort KG: Staré Mesto Konskr.Nr.: Bürgerhaus in der Straße Panská ulica 14. | radový                                                                 | Reihen-, Bürgerhaus in der Straße Panská ulica 14. | č. NKP: 101-138/0 Stand des NKP: 2012-02-08 Name: DOM MEŠTIANSKY            |
| ja   | Datei hochladen | Stadtpalais(sk) ObjektID: 101-139/0                       | Panská ul. 15 Standort KG: Staré Mesto Konskr.Nr.: 244,427                                   | radový, Balašov palác                                                  | Reihen-, Stadtpalais, Palais Balass in der Straße Panská ulica 15. | č. NKP: 101-139/0 Stand des NKP: 2012-02-08 Name: PALÁC MESTSKÝ             |
| ja   | Datei hochladen | Bürgerhaus(sk) ObjektID: 101-140/0                        | Panská ul. 16 Standort KG: Staré Mesto Konskr.Nr.: 235                                       | prejazdový, radový, Veľvyslanectvo Veľkej Británie                     | Reihen-, Bürgerhaus mit Durchfahrt und Botschaft des Vereinigten Königreichs Großbritannien in der Straße Panská ulica 16. | č. NKP: 101-140/0 Stand des NKP: 2012-02-08 Name: DOM MEŠTIANSKY            |
| ja   | Datei hochladen | Bürgerhaus(sk) ObjektID: 101-141/0                        | Panská ul. 17 Standort KG: Staré Mesto Konskr.Nr.: 243                                       | prejazdový, radový, British Council                                    | Reihen-, Bürgerhaus mit Durchfahrt. Niederlassung der internationalen Gesellschaft für Bildung und Kulturbeziehungen British Council in der Straße Panská ulica 17. | č. NKP: 101-141/0 Stand des NKP: 2012-02-08 Name: DOM MEŠTIANSKY            |
|      | Datei hochladen | Bürgerhaus(sk) ObjektID: 101-142/0                        | Panská ul. 18 KG: Staré Mesto Konskr.Nr.: 234                                                | priechodový, radový                                                    | Reihenbürgerhaus mit Durchgang in der Straße Panská ulica 18. | č. NKP: 101-142/0 Stand des NKP: 2012-02-08 Name: DOM MEŠTIANSKY            |
| ja   | Datei hochladen | Bürgerhaus(sk) ObjektID: 101-10702/0                      | Panská ul. 24 Standort KG: Staré Mesto Konskr.Nr.: 231                                       | radový                                                                 | Reihenbürgerhaus in der Straße Panská ulica 24. | č. NKP: 101-10702/0 Stand des NKP: 2012-02-08 Name: DOM MEŠTIANSKY          |
| ja   | Datei hochladen | Bürgerhaus(sk) ObjektID: 101-144/0                        | Panská ul. 26 (Rudnayovo nám.) Standort KG: Staré Mesto Konskr.Nr.: 230                      | nárožný, Jazykovedný ústav                                             | Eckbürgerhaus in der Straße Panská ulica 26 und auf dem Platz Rudnayovo námestie. Sprachwissenschaftliche Anstalt. | č. NKP: 101-144/0 Stand des NKP: 2012-02-08 Name: DOM MEŠTIANSKY            |
| ja   | Datei hochladen | Stadtpalais(sk) ObjektID: 101-145/0                       | Panská ul. 27 (Strakova ul.) Standort KG: Staré Mesto Konskr.Nr.: 100258                     | prejazdový, nárožný, Keglevichov palác                                 | Eck-, Stadtpalais mit Durchfahrt; Palais Keglevics in der Straße Panská ulica 27 und Straße Strakova ulica. | č. NKP: 101-145/0 Stand des NKP: 2012-02-08 Name: PALÁC MESTSKÝ             |
| ja   | Datei hochladen | Wohnhaus(sk) ObjektID: 101-146/1                          | Panská ul. 29 Standort KG: Staré Mesto Konskr.Nr.: 257?,173                                  | pavlačový, radový, nájomný dom                                         | Laubengangartiges, Reihen-, Miets- und Wohnhaus in der Straße Panská ulica 29. | č. NKP: 101-146/1 Stand des NKP: 2012-02-08 Name: DOM BYTOVÝ                |
| ja   | Datei hochladen | Wohnhaus(sk) ObjektID: 101-147/1                          | Panská ul. 31 (S časť parcely) Standort KG: Staré Mesto Konskr.Nr.: 174                      | pavlačový, radový, nájomný dom                                         | Laubengangartiges, Reihen-, Miets- und Wohnhaus in der Straße Panská ulica 31. Nördlicher Abschnitt der Parzelle. | č. NKP: 101-147/1 Stand des NKP: 2012-02-08 Name: DOM BYTOVÝ I.             |
| ja   | Datei hochladen | Stadtpalais I.(sk) ObjektID: 101-148/1                    | Panská ul. 33 (Hviezdoslavovo nám. 14) Standort KG: Staré Mesto Konskr.Nr.: 255              | radový, Csákyho palác                                                  | Reihen-, Stadtpalais, Palais Csáky in der Straße Panská ulica 33 und Platz Hviezdoslavovo námestie 14. | č. NKP: 101-148/1 Stand des NKP: 2012-02-08 Name: PALÁC MESTSKÝ I.          |
| ja   | Datei hochladen | Wohnhaus mit Apotheke(sk) ObjektID: 101-149/0             | Panská ul. 35 Standort KG: Staré Mesto Konskr.Nr.: 100254                                    | radový, Lekáreň „U Salvátora“                                          | Reihen-, Wohnhaus mit Apotheke in der Straße Panská ulica 35. Apotheke „U Salvátora“. | č. NKP: 101-149/0 Stand des NKP: 2012-02-08 Name: DOM BYTOVÝ S LEKÁRŇOU     |
| ja   | Datei hochladen | Wohnhaus(sk) ObjektID: 101-202/0                          | Panská ul. 41 (Rybné nám. 1) Standort KG: Staré Mesto Konskr.Nr.: 100099                     | schodiskový, nárožný, Bibiana                                          | Treppenhausartiges, Eck-, Wohnhaus in der Straße Panská ulica 41 und Platz Rybné námestie 1. Internationales Kulturhaus für Kinder Bibiana. | č. NKP: 101-202/0 Stand des NKP: 2012-02-08 Name: DOM BYTOVÝ                |
| ja   | Datei hochladen | Stadtpalais II.(sk) Palais Pálffy ObjektID: 101-37/2      | Panská ul. 19-21 KG: Staré Mesto Konskr.Nr.: 241,100261                                      | prejazdový, radový, Pálffyho palác                                     | Reihen-, Stadtpalais mit Durchfahrt. Palais Pálffy in der Straße Panská ulica 19-21. | č. NKP: 101-37/2 Stand des NKP: 2012-02-08 Name: PALÁC MESTSKÝ II.          |
| ja   | Datei hochladen | Krankenhaus(sk) ObjektID: 101-641/0                       | Partizánska ul. 2 (ev. a. v.) KG: Staré Mesto Konskr.Nr.: 1248                               | Evanjelická nemocnica                                                  | Evangelisches Krankenhaus Augsburger Bekenntnisses in der Straße Partizánska ulica 2. | č. NKP: 101-641/0 Stand des NKP: 2012-02-08 Name: NEMOCNICA                 |
| ja   | Datei hochladen | Krankenhaus(sk) ObjektID: 101-748/1                       | Partizánska ul. 27 KG: Staré Mesto Konskr.Nr.: 101267                                        | Kochovo sanatórium                                                     | Krankenhaus in der Straße Partizánska ulica 27. Sanatorium des Dr. Koch. | č. NKP: 101-748/1 Stand des NKP: 2012-02-08 Name: NEMOCNICA                 |
| ja   | Datei hochladen | Garten(sk) ObjektID: 101-748/2                            | Partizánska ul. KG: Staré Mesto Konskr.Nr.:                                                  | Kochova záhrada                                                        | Garten in der Straße Partizánska ulica. Garten des Dr. Koch. | č. NKP: 101-748/2 Stand des NKP: 2012-02-08 Name: ZÁHRADA                   |
| ja   | Datei hochladen | Wohnhaus(sk) ObjektID: 101-11270/2                        | Paulínyho ul. 8 KG: Staré Mesto Konskr.Nr.: 159                                              | radový, nájomný, bytový dom                                            | Reihen-, Miets-, Wohnhaus in der Straße Paulínyho ulica 8. | č. NKP: 101-11270/2 Stand des NKP: 2012-02-08 Name: DOM BYTOVÝ              |
| ja   | Datei hochladen | Bürgerhaus(sk) ObjektID: 101-687/0                        | Paulínyho ul. 12 KG: Staré Mesto Konskr.Nr.: 100157                                          | chodbový, radový                                                       | Gangartiges Reihen-, Bürgerhaus in der Straße Paulínyho ul. 12. | č. NKP: 101-687/0 Stand des NKP: 2012-02-08 Name: DOM MEŠTIANSKY            |
| ja   | Datei hochladen | Schule(sk) ObjektID: 101-494/1                            | Podjavorinskej ul. 1 KG: Staré Mesto Konskr.Nr.: 765                                         | chodbová, solitér, základná škola                                      | Gangartige, solitäre Grundschule (→ slowakisches Bildungssystem) in der Straße Podjavorinskej ulica 1. | č. NKP: 101-494/1 Stand des NKP: 2012-02-08 Name: ŠKOLA                     |
|      | Datei hochladen | Garten(sk) ObjektID: 101-494/2                            | Podjavorinskej ul. 1 KG: Staré Mesto Konskr.Nr.: 765                                         | školský dvor                                                           | Garten und Schulhof in der Straße Podjavorinskej ulica 1. | č. NKP: 101-494/2 Stand des NKP: 2012-02-08 Name: ZÁHRADA                   |
|      | Datei hochladen | Wohnhaus(sk) ObjektID: 101-501/0                          | Podjavorinskej ul. 2 KG: Staré Mesto Konskr.Nr.: 768                                         | nárožný, nájomný dom                                                   | Eck-, Miets-, Wohnhaus in der Straße Podjavorinskej ulica 2. | č. NKP: 101-501/0 Stand des NKP: 2012-02-08 Name: DOM BYTOVÝ                |
| ja   | Datei hochladen | Wohnhaus(sk) ObjektID: 101-495/0                          | Podjavorinskej ul. 3 (Zochova ul. 16) KG: Staré Mesto Konskr.Nr.: 766                        | nárožný, nájomný dom                                                   | Eck-, Miets-, Wohnhaus in der Straße Podjavorinskej ulica 3 und Zochova ulica 16. | č. NKP: 101-495/0 Stand des NKP: 2012-02-08 Name: DOM BYTOVÝ                |
| ja   | Datei hochladen | Wohnhaus(sk) ObjektID: 101-502/0                          | Podjavorinskej ul. 4 KG: Staré Mesto Konskr.Nr.: 100770                                      | radový, nájomný dom                                                    | Reihen-, Miets-, Wohnhaus in der Straße Podjavorinskej ulica 4. | č. NKP: 101-502/0 Stand des NKP: 2012-02-08 Name: DOM BYTOVÝ                |
| ja   | Datei hochladen | Wohnhaus(sk) ObjektID: 101-496/0                          | Podjavorinskej ul. 5 (Zochova ul. 16) KG: Staré Mesto Konskr.Nr.: 767                        | radový, nájomný dom                                                    | Reihen-, Miets-, Wohnhaus in der Straße Podjavorinskej ulica 5 und Straße Zochova ulica 16. | č. NKP: 101-496/0 Stand des NKP: 2012-02-08 Name: DOM BYTOVÝ                |
| ja   | Datei hochladen | Wohnhaus(sk) ObjektID: 101-503/0                          | Podjavorinskej ul. 6 KG: Staré Mesto Konskr.Nr.: 771                                         | radový, nájomný dom                                                    | Reihen-, Miets-, Wohnhaus in der Straße Podjavorinskej ulica 6. | č. NKP: 101-503/0 Stand des NKP: 2012-02-08 Name: DOM BYTOVÝ                |
| ja   | Datei hochladen | Gedenktafel(sk) ObjektID: 101-497/2                       | Podjavorinskej ul. 7 KG: Staré Mesto Konskr.Nr.: 769                                         | Smik Otto; * 1922-† 1944, letec                                        | Gedenktafel an den Piloten Otto Smik in der Straße Podjavorinskej 7. | č. NKP: 101-497/2 Stand des NKP: 2012-02-08 Name: TABUĽA PAMÄTNÁ            |
| ja   | Datei hochladen | Wohnhaus(sk) ObjektID: 101-498/0                          | Podjavorinskej ul. 9 KG: Staré Mesto Konskr.Nr.: 772                                         | schodiskový, radový, nájomný dom                                       | Treppenhausartiges Reihen-, Wohn- und Mietshaus in der Straße Podjavorinskej 9. | č. NKP: 101-498/0 Stand des NKP: 2012-02-08 Name: DOM BYTOVÝ                |
| ja   | Datei hochladen | Wohnhaus(sk) ObjektID: 101-499/0                          | Podjavorinskej ul. 11 KG: Staré Mesto Konskr.Nr.: 773                                        | radový, nájomný dom                                                    | Reihen-, Miets- und Wohnhaus in der Straße Podjavorinskej ulica 11. | č. NKP: 101-499/0 Stand des NKP: 2012-02-08 Name: DOM BYTOVÝ                |
| ja   | Datei hochladen | Wohnhaus(sk) ObjektID: 101-500/0                          | Podjavorinskej ul. 13 (Kozia ul. 23) KG: Staré Mesto Konskr.Nr.: 774                         | schodischový, nárožný, nájomný dom                                     | Treppenhausartiges Reihen-, Wohn- und Mietshaus in der Straße Podjavorinskej 13 und der Straße Kozia ulica 23. | č. NKP: 101-500/0 Stand des NKP: 2012-02-08 Name: DOM BYTOVÝ                |
| ja   | Datei hochladen | Wohnhaus(sk) ObjektID: 101-497/1                          | Podjavorinskej ul. 7a KG: Staré Mesto Konskr.Nr.: 769                                        | schodiskový, radový, nájomný dom                                       | Treppenhausartiges Reihen-, Wohn- und Mietshaus in der Straße Podjavorinskej 7a. | č. NKP: 101-497/1 Stand des NKP: 2012-02-08 Name: DOM BYTOVÝ                |
| ja   | Datei hochladen | Villa(sk) ObjektID: 101-11289/0                           | Porubského ul. 1 (nárožie s Godrovou ul.) KG: Staré Mesto Konskr.Nr.: 1142                   | solitér                                                                | Solitäre Villa in der Straße Porubského ulica 1 an der Ecke mit der Straße Godrova ulica. | č. NKP: 101-11289/0 Stand des NKP: 2012-02-08 Name: VILA                    |
| ja   | Datei hochladen | Villa(sk) ObjektID: 101-406/0                             | Porubského ul. 2 KG: Staré Mesto Konskr.Nr.: 1143                                            | solitér                                                                | Solitäre Villa in der Straße Porubského ulica 2. | č. NKP: 101-406/0 Stand des NKP: 2012-02-08 Name: VILA                      |
| ja   | Datei hochladen | Wohnhaus(sk) ObjektID: 101-407/0                          | Porubského ul. 8 KG: Staré Mesto Konskr.Nr.: 1149                                            | solitér                                                                | Solitäres Wohnhaus in der Straße Porubského ulica 8. | č. NKP: 101-407/0 Stand des NKP: 2012-02-08 Name: DOM BYTOVÝ                |
|      | Datei hochladen | Wohnhaus(sk) ObjektID: 101-408/0                          | Porubského ul. 10 KG: Staré Mesto Konskr.Nr.: 1150                                           | solitér                                                                | Solitäres Wohnhaus in der Straße Porubského ulica 10. | č. NKP: 101-408/0 Stand des NKP: 2012-02-08 Name: DOM BYTOVÝ                |
| ja   | Datei hochladen | Stadtpalais(sk) Palais Palugyay ObjektID: 101-642/0       | Pražská ul. 1 (Hlboká cesta) KG: Staré Mesto Konskr.Nr.: 3218                                | solitér, Chateau Palugyay                                              | Solitäres Palais Palugyay in der Straße Pražská ulica 1 und Straße Hlboká cesta. | č. NKP: 101-642/0 Stand des NKP: 2012-02-08 Name: PALÁC MESTSKÝ             |
|      | Datei hochladen | Eisenbahntunnel(sk) ObjektID: 101-825/0                   | Pražská ul. KG: Staré Mesto Konskr.Nr.:                                                      | železničný, Starý železničný tunel                                     | Eisenbahntunnel, Alter Eisenbahntunnel in der Straße Pražská ulica. | č. NKP: 101-825/0 Stand des NKP: 2012-02-08 Name: TUNEL ŽELEZNIČNÝ          |
| ja   | Datei hochladen | Bürgerhaus(sk) ObjektID: 101-178/0                        | Prepoštská ul. 1 Standort KG: Staré Mesto Konskr.Nr.: 2083                                   | prejazdový, radový                                                     | Reihenbürgerhaus mit Durchfahrt in der Straße Prepoštská ulica 1. | č. NKP: 101-178/0 Stand des NKP: 2012-02-08 Name: DOM MEŠTIANSKY            |
| ja   | Datei hochladen | Bürgerhaus(sk) ObjektID: 101-180/0                        | Prepoštská ul. 3 Standort KG: Staré Mesto Konskr.Nr.: 111,100111                             | prejazdový, radový                                                     | Reihenbürgerhaus mit Durchfahrt in der Straße Prepoštská ulica 3. | č. NKP: 101-180/0 Stand des NKP: 2012-02-08 Name: DOM MEŠTIANSKY            |
| ja   | Datei hochladen | Bürgerhaus(sk) ObjektID: 101-179/0                        | Prepoštská ul. 4 Standort KG: Staré Mesto Konskr.Nr.:                                        | radový                                                                 | Reihenbürgerhaus in der Straße Prepoštská ulica 4. | č. NKP: 101-179/0 Stand des NKP: 2012-02-08 Name: DOM MEŠTIANSKY            |
| ja   | Datei hochladen | Bürgerhaus(sk) ObjektID: 101-181/0                        | Prepoštská ul. 6 Standort KG: Staré Mesto Konskr.Nr.:                                        | radový                                                                 | Reihenbürgerhaus in der Straße Prepoštská ulica 6. | č. NKP: 101-181/0 Stand des NKP: 2012-02-08 Name: DOM MEŠTIANSKY            |
| ja   | Datei hochladen | Bürgerhaus(sk) ObjektID: 101-182/0                        | Prepoštská ul. 10 Standort KG: Staré Mesto Konskr.Nr.: 2090                                  | priechodový, radový                                                    | Reihenbürgerhaus mit Durchgang in der Straße Prepoštská ulica 10. | č. NKP: 101-182/0 Stand des NKP: 2012-02-08 Name: DOM MEŠTIANSKY            |
| ja   | Datei hochladen | Bürgerhaus(sk) ObjektID: 101-183/0                        | Prepoštská ul. 12 (Kapitulská 13) Standort KG: Staré Mesto Konskr.Nr.:                       | sieňový, priechod, nárožný, kapitulský dom                             | Saalartiges Eck- und Reihenbürgerhaus mit Durchgang in der Straße Prepoštská ulica 1 und Straße Kapitulská ulica 13. Kapitelshaus. | č. NKP: 101-183/0 Stand des NKP: 2012-02-08 Name: DOM MEŠTIANSKY            |
|      | Datei hochladen | Plastik(sk) ObjektID: 101-41/0                            | Primaciálne nám. (Primaciálny palác) KG: Staré Mesto Konskr.Nr.:                             | Diana; Socha Diany                                                     | Plastik der Göttin Diana, Statue der Göttin Diana auf dem Platz Primaciálne námestie am Primatialpalais. | č. NKP: 101-41/0 Stand des NKP: 2012-02-08 Name: PLASTIKA                   |
| ja   | Datei hochladen | Verwaltungsgebäude(sk) ObjektID: 101-834/0                | Primaciálne nám. 1 (Uršulínska ul.) Standort KG: Staré Mesto Konskr.Nr.: 429                 | radová, Nová radnica                                                   | Reihen-, Verwaltungsgebäude auf dem Platz Primaciálne námestie 1 und Straße Uršulínska ulica. Neues Rathaus. | č. NKP: 101-834/0 Stand des NKP: 2012-02-08 Name: BUDOVA ADMINISTRATÍVNA    |
| ja   | Datei hochladen | Stadtpalais(sk) Primatialpalais ObjektID: 101-184/1       | Primaciálne nám. 3 (Uršulínska ul.) Standort KG: Staré Mesto Konskr.Nr.: 494                 | prejazdový, nárožný, Primaciálny palác                                 | Primatialpalais, Eckpalais mit Durchfahrt auf dem Platz Primaciálne námeste und Straße Uršulínska ulica. | č. NKP: 101-184/1 Stand des NKP: 2012-02-08 Name: PALÁC MESTSKÝ             |
| ja   | Datei hochladen | Gedenktafel(sk) ObjektID: 101-184/2                       | Primaciálne nám. 3 (stena záp. lode prejazdu) Standort KG: Staré Mesto Konskr.Nr.: 494       | Bratislavský mier; 26. Dezember 1805                                   | Gedenktafel des Friedensvertrages von Pressburg, zwischen dem französischen Kaiserreich und dem Kaisertum Österreich unterzeichnet am 26. Dezember 1805 im Primatialpalais. An der westlichen Wand des Schiffes der Durchfahrt. Auf dem Platz Primaciálne námestie 3.                                                                                    | č. NKP: 101-184/2 Stand des NKP: 2012-02-08 Name: TABUĽA PAMÄTNÁ            |
| ja   | Datei hochladen | Gedenktafel(sk) ObjektID: 101-184/3                       | Primaciálne nám. 3 (fasáda z Uršulínskej ul.) Standort KG: Staré Mesto Konskr.Nr.: 494       | Paracelsus; * 1493-† 1541, lekár, chemik                               | Gedenktafel an den Arzt und Chemiker Paracelsus auf dem Platz Primaciálne námestie an der Fassade von der Straße Uršulínska ulica. | č. NKP: 101-184/3 Stand des NKP: 2012-02-08 Name: TABUĽA PAMÄTNÁ            |
|      | Datei hochladen | Villa(sk) ObjektID: 101-10772/0                           | Prokopa Veľkého ul. 41 KG: Staré Mesto Konskr.Nr.: 6287,1318                                 | solitér; Eleonórin dvor                                                | Solitäre Villa in der Straße Prokopa Veľkého ulica 41. Hof Eleonórin dvor. | č. NKP: 101-10772/0 Stand des NKP: 2012-02-08 Name: VILA                    |
|      | Datei hochladen | Wohnhaus(sk) ObjektID: 101-592/0                          | Puškinova ul. 1 (Štefánikova ul.) KG: Staré Mesto Konskr.Nr.: 100955                         | schodiskový, nárožný, nájomný dom                                      | Treppenhausartiges Eck-, Miets- und Wohnhaus in der Straße Puškinova ulica 1 und Straße Štefánikova ulica. | č. NKP: 101-592/0 Stand des NKP: 2012-02-08 Name: DOM BYTOVÝ                |
| ja   | Datei hochladen | Wohnhaus(sk) ObjektID: 101-593/0                          | Puškinova ul. 2 KG: Staré Mesto Konskr.Nr.: 863                                              | nárožný, nájomný dom                                                   | Eck-, Miets- und Wohnhaus in der Straße Puškinova ulica 2. | č. NKP: 101-593/0 Stand des NKP: 2012-02-08 Name: DOM BYTOVÝ                |
|      | Datei hochladen | Verwaltungsgebäude(sk) ObjektID: 101-11010/2              | Radlinského ul. 51 KG: Staré Mesto Konskr.Nr.: 2785                                          | dom s vežičkou                                                         | Verwaltungsgebäude, Haus mit kleinem Turm in der Straße Radlinského ulica 51. | č. NKP: 101-11010/2 Stand des NKP: 2012-02-08 Name: BUDOVA ADMINISTRATÍVNA  |
| ja   | Datei hochladen | Stadtpalais(sk) ObjektID: 101-189/0                       | Radničná ul. 1 Standort KG: Staré Mesto Konskr.Nr.: 577                                      | radový, Apponyiho palác                                                | Reihenpalais Palais Appony in der Straße Radničná ulica 1 wurde in den Jahren 1761–1762 erbaut und beherbergt heute das Weinbau- und Winzermuseum. | č. NKP: 101-189/0 Stand des NKP: 2012-02-08 Name: PALÁC MESTSKÝ             |
| ja   | Datei hochladen | Denkmal(sk) ObjektID: 101-16/0                            | Radničná ul. 1 (alter Standort: Františkánske nám.) KG: Staré Mesto Konskr.Nr.:              | Romer F., 1815–1889, vedec, kňaz                                       | Denkmal für den ungarischen Archäologen Flóris Rómer (1815–1889) In der Liste des slowakischen Denkmalamtes (slowakisch Pamiatkový úrad Slovenskej republiky) ist der Standort am Franziskanerplatz angegeben. Das Denkmal befindet sich jedoch seit 2005 im Hof des Palais Appony in der Straße Radničná ulica 1.                                       | č. NKP: 101-16/0 Stand des NKP: 2012-02-08 Name: POMNÍK                     |
| ja   | Datei hochladen | Denkmal(sk) ObjektID: 101-190/0                           | Rázusovo nábr. (oproti budove SNG) Standort KG: Staré Mesto Konskr.Nr.:                      | Bohúň P. M., 1822–1872, výtvarník                                      | Denkmal für den bildenden Künstler Peter Michal Bohúň in der Straße Rázusovo nábrežie gegenüber dem Gebäude der Slowakischen Nationalgalerie. | č. NKP: 101-190/0 Stand des NKP: 2012-02-08 Name: POMNÍK                    |
| ja   | Datei hochladen | Kaserne(sk) ObjektID: 101-192/0                           | Rázusovo nábr. 2 (J okraj PZ) Standort KG: Staré Mesto Konskr.Nr.: 100199                    | SNG, Vodné kasárne                                                     | Wasserkaserne (da in unmittelbarer Nähe zur Donau), Slowakische Nationalgalerie in der Straße Rázusovo nábrežie 2, südlicher Rand der denkmalgeschützten Zone. | č. NKP: 101-192/0 Stand des NKP: 2012-02-08 Name: KASÁREŇ                   |
|      | Datei hochladen | Gedenktafel(sk) ObjektID: 101-191/0                       | Rázusovo nábr. (Na mies. býv. pon. mos.) KG: Staré Mesto Konskr.Nr.:                         | sov. armáda, most pontónový                                            | Gedenktafel zum Andenken an die Sowjetische Armee. An der Stelle der ehemaligen Pontonbrücke in der Straße Rázusovo nábrežie. | č. NKP: 101-191/0 Stand des NKP: 2012-02-08 Name: TABUĽA PAMÄTNÁ            |
| ja   | Datei hochladen | Hotel(sk) ObjektID: 101-830/0                             | Riečna ul. 4 Standort KG: Staré Mesto Konskr.Nr.: 162                                        | Hotel Devín                                                            | Hotel Devín in der Straße Riečna ulica 4. | č. NKP: 101-830/0 Stand des NKP: 2012-02-08 Name: HOTEL                     |
| ja   | Datei hochladen | Denkmal(sk) ObjektID: 101-195/0                           | Rudnayovo nám. Standort KG: Staré Mesto Konskr.Nr.:                                          | Bernolák A., 1762–1813, jazykovedec                                    | Denkmal für den Priester und Philologen Anton Bernolák (* 1762-† 1813) auf dem Platz Rudnayovo námestie. | č. NKP: 101-195/0 Stand des NKP: 2012-02-08 Name: POMNÍK                    |
| ja   | Datei hochladen | Denkmal(sk) ObjektID: 101-196/0                           | Rudnayovo nám. Standort KG: Staré Mesto Konskr.Nr.:                                          | Donner G. R., 1693–1741, sochár                                        | Denkmal für den Bildhauer Georg Raphael Donner (* 1693-† 1741) auf dem Platz Rudnayovo námestie. | č. NKP: 101-196/0 Stand des NKP: 2012-02-08 Name: POMNÍK                    |
| ja   | Datei hochladen | Denkmal(sk) ObjektID: 101-197/0                           | Rudnayovo nám. KG: Staré Mesto Konskr.Nr.:                                                   | Liszt Ferenc                                                           | Denkmal für den Franz Liszt auf dem Platz Rudnayovo námestie. | č. NKP: 101-197/0 Stand des NKP: 2012-02-08 Name: POMNÍK                    |
| ja   | Datei hochladen | Kirche(sk) Martinsdom (Bratislava) ObjektID: 101-198/1    | Rudnayovo nám. 1 (JZ časť hist. jadra) Standort KG: Staré Mesto Konskr.Nr.:                  | r. k. sv. Martina; Dóm sv. Martina, konkatedrála                       | Der römisch-katholische Dom des heiligen Martin ist seit 2008 die Kathedrale des Erzbistums Bratislava. Die Kirche war ab 1562 die Krönungskirche des Monarchen des Königreiches Ungarn. Er befindet sich auf dem Platz Rudnayovo námestie 1, in dem südwestlichen Teil des historischen Stadtkerns. In der offiziellen Beschreibung auch Konkathedrale. | č. NKP: 101-198/1 Stand des NKP: 2012-02-08 Name: KOSTOL                    |
| ja   | Datei hochladen | Gedenktafel(sk) ObjektID: 101-198/2                       | Rudnayovo nám. 1 (V int. chrámu sv. Martina) Standort KG: Staré Mesto Konskr.Nr.:            | Bajza J. I., 1755–1836, spisovateľ                                     | Gedenktafel zum Andenken an den Schriftsteller Jozef Ignác Bajza befindlich im Interieur des Doms des heiligen Martins auf dem Platz Rudnayovo námestie 1. | č. NKP: 101-198/2 Stand des NKP: 2012-02-08 Name: TABUĽA PAMÄTNÁ            |
| ja   | Datei hochladen | Bürgerhaus(sk) ObjektID: 101-199/0                        | Rudnayovo nám. 3 Standort KG: Staré Mesto Konskr.Nr.:                                        | chodbový, v opevnení, Waydanovský dom                                  | Gangartiges Bürgerhaus in Befestigung, Haus Waydanovský dom auf dem Platz Rudnayovo námestie 3. | č. NKP: 101-199/0 Stand des NKP: 2012-02-08 Name: DOM MEŠTIANSKY            |
|      | Datei hochladen | Befestigungsmauer mit Zwinger(sk) ObjektID: 101-120/11    | Rudnayovo nám. 3 (Staromestská ul.) KG: Staré Mesto Konskr.Nr.:                              | juhozápadný, hradbový a parkanový múr                                  | Südwestliche Befestigungs- und Zwingermauer auf dem Platz Rudnayovo námestie 3 und Straße Staromestská ulica. | č. NKP: 101-120/11 Stand des NKP: 2012-02-08 Name: MÚR HRADBOVÝ S PARKANOM  |
| ja   | Datei hochladen | Bürgerhaus(sk) ObjektID: 101-200/0                        | Rudnayovo nám. 4 Standort KG: Staré Mesto Konskr.Nr.: 104552                                 | nárožný                                                                | Eckbürgerhaus auf dem Platz Rudnayovo námestie 4. | č. NKP: 101-200/0 Stand des NKP: 2012-02-08 Name: DOM MEŠTIANSKY            |
| ja   | Datei hochladen | Statue auf Säule(sk) ObjektID: 101-203/0                  | Rybné nám. Standort KG: Staré Mesto Konskr.Nr.:                                              | Panna Mária-Immaculata; Morový stĺp trojičný                           | Statue der unbefleckten Jungfrau Maria auf Dreifaltigkeits-Pestsäule auf dem Platz Rybné námestie. | č. NKP: 101-203/0 Stand des NKP: 2012-02-08 Name: SOCHA NA STĹPE            |

## Legende
Die Tabelle enthält im Einzelnen folgende Informationen:
| Foto:                    | Fotografie des Denkmals. |
| Denkmal / č. ÚZPF:       | Die Übersetzung der Bezeichnung des Denkmals, wie sie vom Slowakischen Denkmalamt (Pamiatkový úrad Slovenskej republiky) verwendet wird. Die Originalbezeichnung ist unter dem Fragezeichen angegeben. Fehlt die Übersetzung, so wird die Originalbezeichnung direkt angezeigt. Weiters ist die Objekt-Identifikationsnummer (Objekt ID) angeführt. Sie ist die offizielle, in der Slowakei eindeutige Nummer č. ÚZPF inklusive der zugehörigen Zählnummer, wie sie in den Daten des Denkmalamtes angegeben wird. Da diese nur innerhalb eines Landkreises gezählt wird, ist dessen Nummer der Denkmalnummer vorangestellt. |
| Standort:                | Wenn in der Liste vorhanden, ist die Adresse angegeben. In Klammern kann sich noch eine zusätzliche Adresse befinden, wenn es beispielsweise ein Eckhaus ist. Bei freistehenden Objekten ohne Adresse (zum Beispiel bei Bildstöcken) ist eine Adresse angegeben, die in der Nähe des Objekts liegt. Durch Aufruf des Links Standort wird die Lage des Denkmals in verschiedenen Kartenprojekten angezeigt. Darunter sind die Katastralgemeinde (KG) und, wenn vorhanden, die Konskriptionsnummer (Konskr. Nr.) angegeben.                                                                                                   |
| Offizielle Beschreibung: | Es ist die Kurzbeschreibung auf Slowakisch, wie sie in den offiziellen Listen angegeben ist, eingetragen. |
| Beschreibung:            | Kurze Angaben zum Denkmal auf Deutsch. |
| Metadaten:               | Zusätzlich werden, wenn in den persönlichen Einstellungen das Helferlein Dauerhaftes Einblenden von Metadaten aktiviert ist, ebensolche angezeigt. |

- Karte mit allen Koordinaten:
- OSM |
- WikiMap